# IXe siècle en musique
| \| • Retour à la chronologie générale de la musique classique • \| |
| Grèce • Rome • Haut Moyen Âge • VIIIe siècle • IXe siècle • Xe siècle • XIe siècle XIIe siècle • XIIIe siècle • XIVe siècle • XVe siècle • XVIe siècle • XVIIe siècle XVIIIe siècle • XIXe siècle • XXe siècle • XXIe siècle |
| • Retour à la chronologie générale de la musique classique • |

| Années en musique classique : 797 - 798 - 799 - 800 - 801 - 802 - 803    |
| Décennies en musique classique : 770 - 780 - 790 - 800 - 810 - 820 - 830 |

## Événements
- Apparition simultanée des premiers tropes à l'abbaye de Saint-Gall, tropes attribués au moine Notker et à l'abbaye Saint-Martial de Limoges
- vers 822 : Ziriab fonde à Cordoue la première école de musique d'Europe (Musique arabo-andalouse)
- vers 850 : Musica disciplina de Aurélien de Réomé
- vers 880 : De Institutione Musica de Hucbald de Saint-Amand
- vers 900 : Musica enchiriadis et Scolia enchiriadis, traités anonymes sur la musique, attribués parfois à Hucbald de Saint-Amand, attestent d'un début de pratique polyphonique

## Naissances
- vers 878 : Odon de Cluny